# Maison du bailli de Mâcon
Pour les articles homonymes, voir Maison du bailli.
La maison du Bailli, inscrite aux Monuments historiques depuis 2007,  est une habitation située rue du Paradis à Mâcon, dans le département français de Saône-et-Loire.

## Histoire
La Maison du Bailli a été occupée par le bailli de Mâcon depuis 1240.
La maison et la tour gallo-romaine adjacente sont inscrits aux monuments historiques depuis le 29 novembre 2007.

## Architecture
Le bâtiment comprend deux ailes :
- la plus ancienne est l’aile nord, du XVe siècle ; elle abritait au dernier étage un artisan filatier, ce dont témoignent les pierres percées de la façade ouest et servant au séchage des écheveaux de fils ;
- l’aile à l’est a été rajoutée ultérieurement, au XVIIe siècle : elle est adossée au sud à l’une des seules tours d’enceinte encore existante de l’ancien castrum de la ville (vestiges gallo-romains inscrits aux Monuments historiques depuis 2007).

Ces ailes donnent sur une cour, dans laquelle est située une pompe à eau. Du XVIIe siècle date aussi une tour carrée enfermant un escalier à vis, qui réunit et dessert les deux ailes.